# Gruppo Sobretta-Gavia
Il Gruppo Sobretta-Gavia è un gruppo montuoso delle Alpi dell'Ortles nelle Alpi Retiche meridionali. Si trova in  Italia (Provincia di Sondrio e Provincia di Brescia nella Lombardia)  sovrasta la Val di Gavia.

## Classificazione

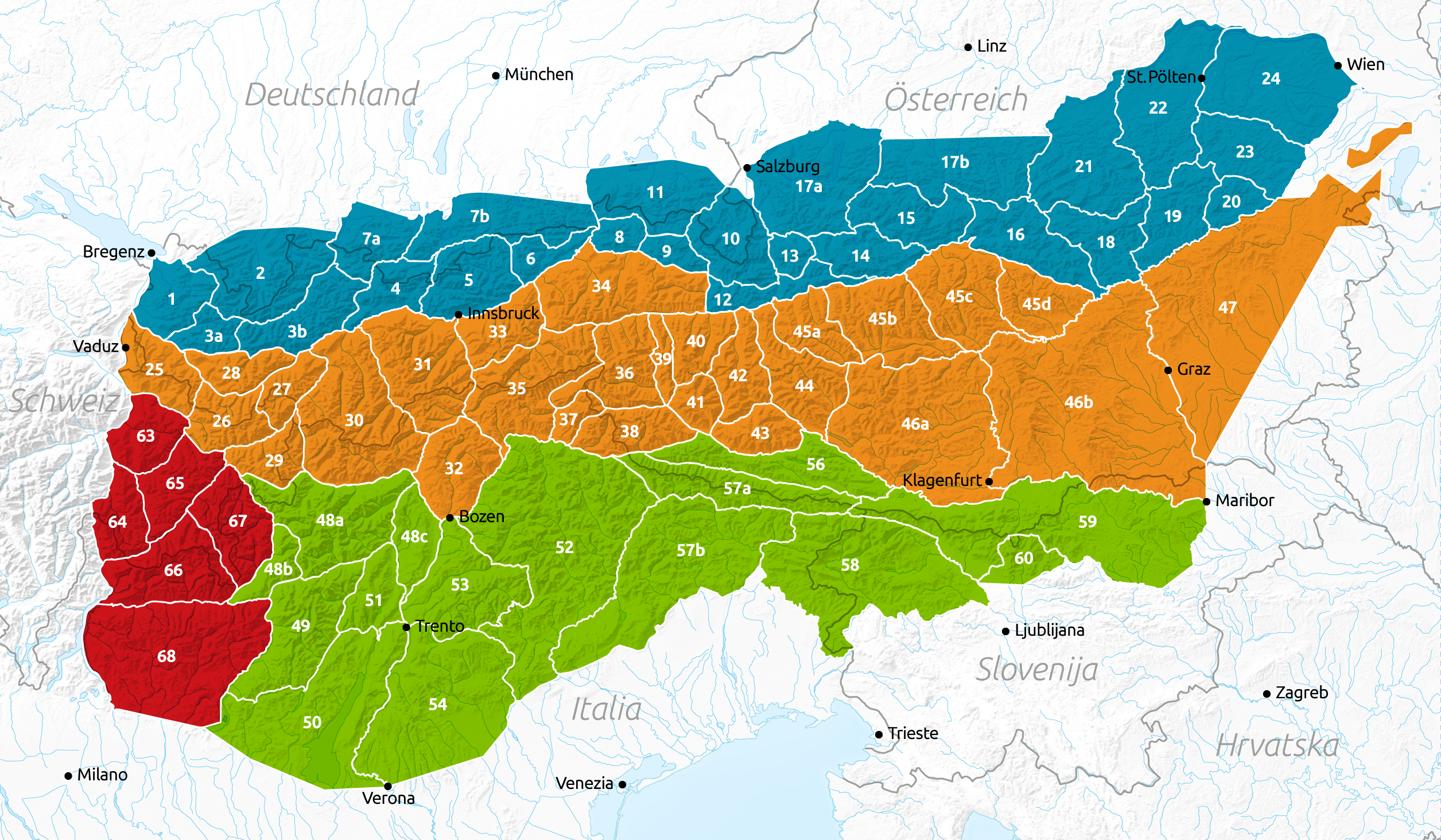
Il Gruppo Sobretta-Gavia secondo l'AVE è individuato dal numero 48b.

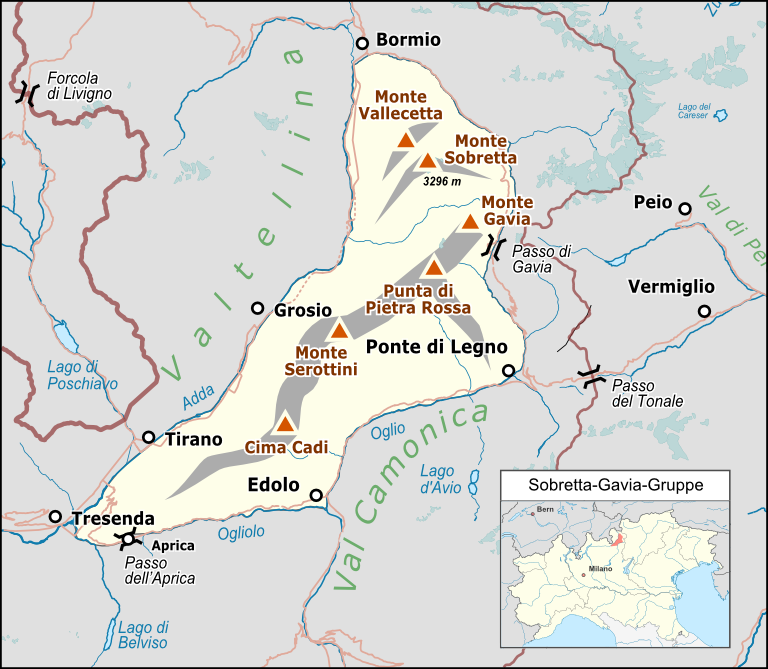
Cartina dettagliata del gruppo montuoso.

Secondo la SOIUSA il Gruppo Sobretta-Gavia è un supergruppo alpino con la seguente classificazione:
- Grande parte = Alpi Orientali
- Grande settore = Alpi Sud-orientali
- Sezione = Alpi Retiche meridionali
- Sottosezione = Alpi dell'Ortles
- Supergruppo = Gruppo Sobretta-Gavia
- Codice = II/C-28.I-B.

Secondo l'AVE costituisce il gruppo n. 48b di 75 nelle Alpi Orientali.

## Delimitazione
Ruotando in senso orario i limiti geografici sono: Passo di Gavia, Valle delle Messi, Val di Pezzo, alta Valcamonica, Valle di Corteno, Passo dell'Aprica, alta Valtellina, Valfurva, Valle di Gavia, Passo di Gavia.

## Suddivisione
Secondo la SOIUSA il Gruppo Sobretta-Gavia è suddiviso in due gruppi:
- Costiera del monte Gavia (B.4)
- Gruppo del Sobretta (B.5)

## Vette

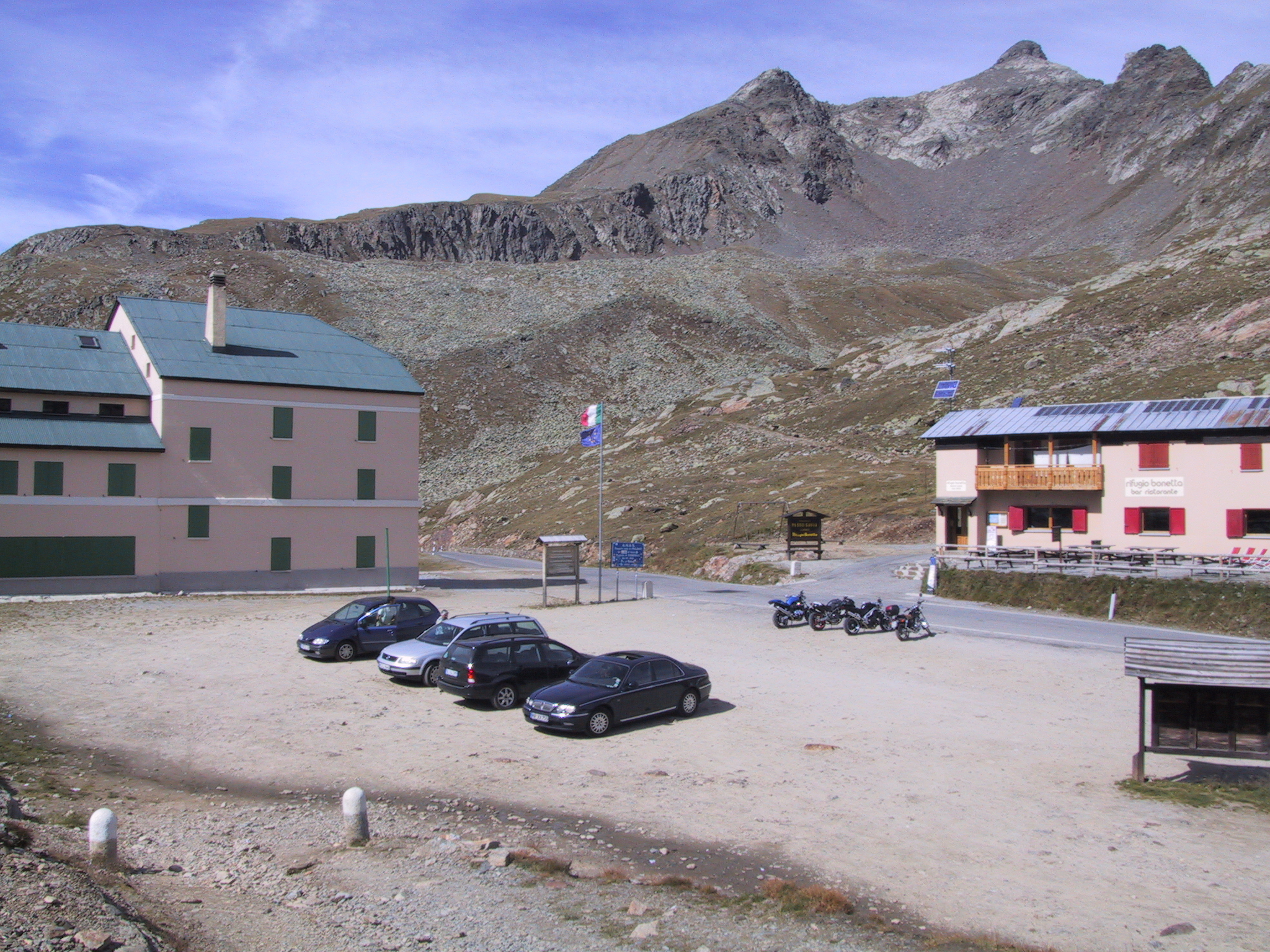
Il Monte Gavia visto dal Passo di Gavia.

Le vette principali sono:
- Monte Sobretta - 3.296 m
- Punta di Pietra Rossa - 3.275 m
- Monte Gavia - 3.220 m
- Monte Vallecetta - 3.148 m
- Punta Valmalza - 3.094 m
- Cima di Savoretta - 3.053 m
- Monte Serottini - 2.967 m
- Monte Varadega - 2.634 m
- Corno Dombastone - 2.623 m
- Pizzo Alto alla Croce - 2.547 m
- Cima Cadi - 2.448 m
- Monte Padrio - 2.153 m